# Baanhoek West (Sliedrecht)
Baanhoek West is een Vinex-locatie in de gemeente Sliedrecht waar in 2009 de bouw begon en in 2019 werd de 500ste woning opgeleverd. De wijk is nog in aanbouw. Naast woningbouw is er ruimte voor basisscholen, kinderopvang, een sportzaal, een bedrijventerrein en het station Sliedrecht Baanhoek op de treinverbinding Dordrecht - Geldermalsen. Ook is er een nieuwe ontsluitingsweg naar de A15 voor Sliedrecht en Papendrecht aangelegd.
Het gebied wordt begrensd door de spoordijk, de A15 en de gemeentegrens met Papendrecht. De straatnamen in de wijk zijn vernoemd naar componisten, muziekvormen en -instrumenten. Baanhoek West vormt samen met de Papendrechtse wijken Oostpolder en het nog te ontwikkelen Land van Matena, een woongebied voor circa 2.500 woningen. Door de bouw van deze Vinex-locatie zullen de gemeenten Papendrecht en Sliedrecht zonder fysieke gemeentegrens in elkaar overlopen.